# レチツァ (ホメリ州)
レチツァ（ベラルーシ語: Рэчыца、ロシア語: Речица）はベラルーシ・ホメリ州レチツァ地区(ru)の市（Горад / ホラド）である。同地区の行政中心地であり、ベラルーシの市の中でも古い歴史を持つ市の1つである。市の名は川を意味するРекаに由来する。

## 地理
自然地理的にはドニエプル川右岸の氾濫原に位置する。交通の要地でもあり、古くは帝政ロシア末期のポレシエ鉄道(ru)、現在は幹線道路により州都ホメリ、またブレスト州の州都ブレストと接続している。またР32の起点（終点ロエウ(ru)）、Р33(ru)の起点（終点ホイニキ(ru)）でもある。

## 人口
19世紀初頭の人口は1770人であり、うち83%が中産階級（メシチャンストヴォ(ru)）とする記録がある。2005年に約6万5500人、2015年に6万5624人、2016年に6万6172人だった。2017年は6万6009人であり、2017年の時点で、ベラルーシ・ホメリ州内で5番目の人口を有する。

## 歴史

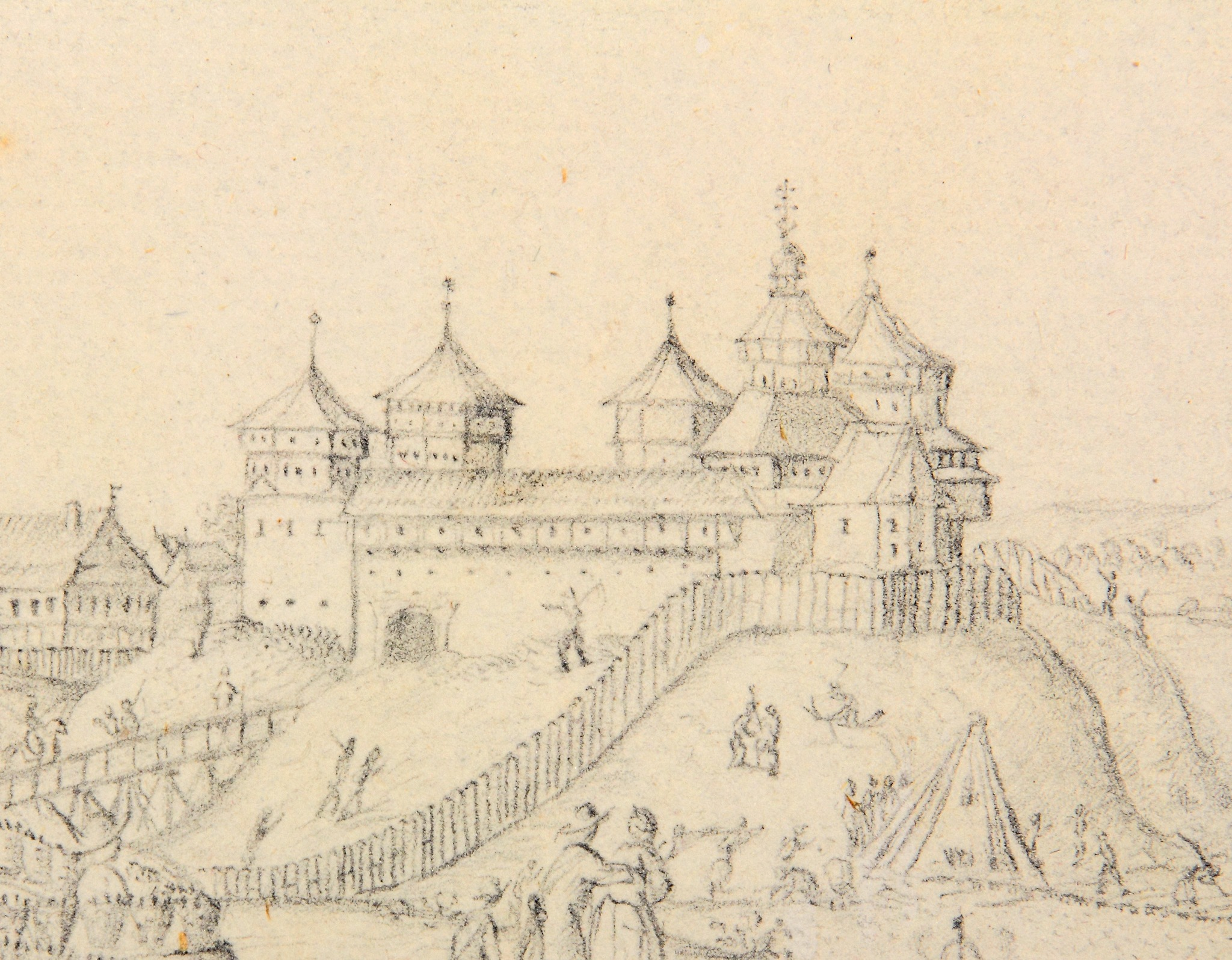
レチツァ城（1649年）

中世のレチツァの軍旗

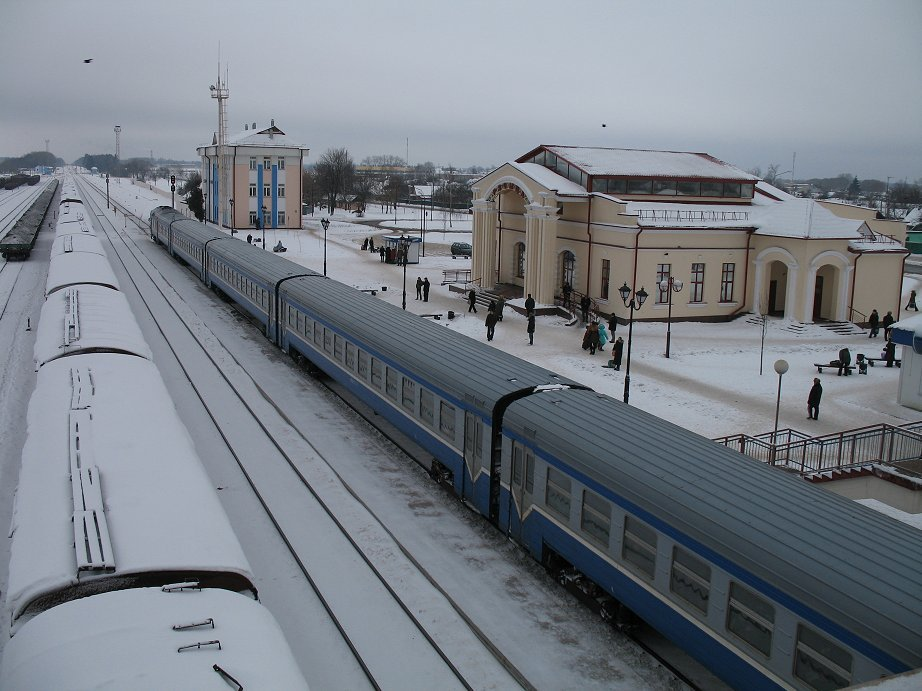
現レチツァ駅

レチツァに関する史料上の最初の言及は、『グストィンスカヤ年代記(ru)』、あるいは『ノヴゴロド第一年代記』の1213年の項である。この年、ルーシ諸公の1人ムスチスラフが、フセヴォロドに対する遠征軍を起こし、キエフへ向かう途上に、レチツァを陥落させている。11 - 13世紀の間、レチツァはキエフ公国あるいはチェルニゴフ公国に属していた。
14世紀末、レチツァはリトアニア大公ヴィータウタスに接収され、リトアニア大公国領となった。この時期に松の木で城が建設され、以降200年間現存していたが、1654年にコサックによって焼き払われた。
1511年にマクデブルク法が施行された。また1566年にミンスク県（ミンスカス県）が設置されると、レチツァ郡の行政中心地となった。また、パゴーニャ(ru)のあしらわれた軍旗が、16世紀より用いられていたことが知られている。この意匠は現代の市章（ページ右側 Infoboxでは印章と表示）にも受け継がれている。
17世紀半ば、ポーランド・リトアニア共和国が戦乱の時代（大洪水時代）に陥ると、レチツァもまた被害を被った。1667年のアンドルソヴォ条約では、レチツァはまだポーランド・リトアニア共和国内に残されたが、1793年の第2次ポーランド分割によって帝政ロシア領に組み込まれた。ロシアのミンスク県に属し、レチツァ郡の行政中心地となった。
1914年の段階で、ユダヤ人は市人口の6割を占めており、また20世紀初頭には5つのシナゴーグがあった。しかし1941年8月23日にナチス軍に占拠された後、多くのユダヤ人がゲットー（レチツァ・ゲットー(ru)）に隔離され、殺害された。都市は1943年11月18日に白ロシア戦線によって解放された。
ソビエト連邦（白ロシア・ソビエト社会主義共和国）期末年の1986年、チェルノブイリ原子力発電所事故が起こると、レチツァは放射性降下物による被害を被った。ソビエト連邦の崩壊を経て現在に至る。

## 出身者
- ヴァシリ・キリエンカ - 自転車競技選手
- ウラジーミル・マチュシェンカ - 総合格闘家

## 姉妹都市
レチツァは以下の都市と姉妹都市（ベラルーシ語では兄弟都市 /  Города-побратимы）として提携を結んでいる。
- サトカ(ru)（ロシア）
- Ocnița(ru)（モルドバ）
- バルツィ（モルドバ）
- Ceadîr-Lunga(ru)（モルドバ）
- プルィルクィ(ru)（ウクライナ）